# St. Venant-Robecq Road British Cemetery
St. Venant-Robecq Road British Cemetery is een Britse militaire begraafplaats met gesneuvelden uit de Eerste Wereldoorlog. Ze ligt in de Franse gemeente Robecq (Pas-de-Calais), halverwege langs de weg naar Saint-Venant. De begraafplaats werd ontworpen door Herbert Baker en heeft een trapeziumvormig grondplan met een oppervlakte van circa 1674 m². Ze wordt omsloten door een lage natuurstenen muur. De toegang bevindt zich in de zuidelijke muur en bestaat uit een tweedelig houten hek vanwaar een centraal pad naar de noordelijke muur leidt waar de Stone of Remembrance staat opgesteld. Net na de toegang staat rechts het Cross of Sacrifice. 
De begraafplaats wordt onderhouden door de Commonwealth War Graves Commission. 

## Geschiedenis
De dorpen St. Venant en Robecq bleven gedurende een groot deel van de oorlog vrijwel onbeschadigd, maar in april 1918, tijdens de Slag om de Leie (deel van het Duitse lenteoffensief), werd de Duitse linie gevestigd op 2 kilometer van de weg die hen verbindt. De begraafplaats werd aangelegd rond 12 april en als frontlijnbegraafplaats gebruikt tot eind juli. Bij de wapenstilstand telde ze 47 graven, maar werd dan sterk uitgebreid door het toevoegen van gesneuvelden vanuit de slagvelden ten zuiden van St. Venant en van begraafplaatsen uit de omgeving. De belangrijkste waren La Haye British Cemetery in St. Venant (65 graven) en Carvin British Cemetery in Mont-Bernanchon (54 graven). 
Er liggen nu 479 slachtoffers waaronder 393 Britten, 1 Australiër en 85 niet geïdentificeerde. Voor 3 Britten werden Special Memorials opgericht omdat hun graven niet meer gelokaliseerd konden worden en men neemt aan dat ze onder naamloze grafzerken liggen.

## Graven
- Thomas Redvers Davies, soldaat bij het Worchestershire Regiment was 17 jaar toen hij sneuvelde op 7 mei 1918.

### Onderscheiden militairen
- Arthur Bertram Lawson, luitenant-kolonel bij de 11th (Prince Albert’s Own) Hussars werd tweemaal onderscheiden met de Distinguished Service Order (DSO and Bar) en driemaal een eervolle vermelding op het Dagorder (Mentioned in Despatches).
- S.F. Kemp en Tom Lodge, beide onderluitenant bij de Oxford and Bucks Light Infantry werden onderscheiden met het Military Cross (MC)
- sergeant John Richard Garbett (Machine Gun Corps (Infantry)) werd tweemaal onderscheiden met de Military Medal (MM and Bar).

Nog 14 militairen werden onderscheiden met de Military Medal (MM):
- de sergeanten Watkinson (Seaforth Highlanders) en Rowat McLellan (Seaforth Highlanders).
- de korporaals John Percy Betts (The Buffs (East Kent Regiment), Frank Gant (Machine Gun Corps (Infantry)), Ernest Percy Haskins (Oxford and Bucks Light Infantry) en A. Henwood (Royal Field Artillery).
- de soldaten Clifford Bethell (Somerset Light Infantry), William Gillies (Argyll and Sutherland Highlanders) en James Johnston (Royal Scots).